# 蛙人

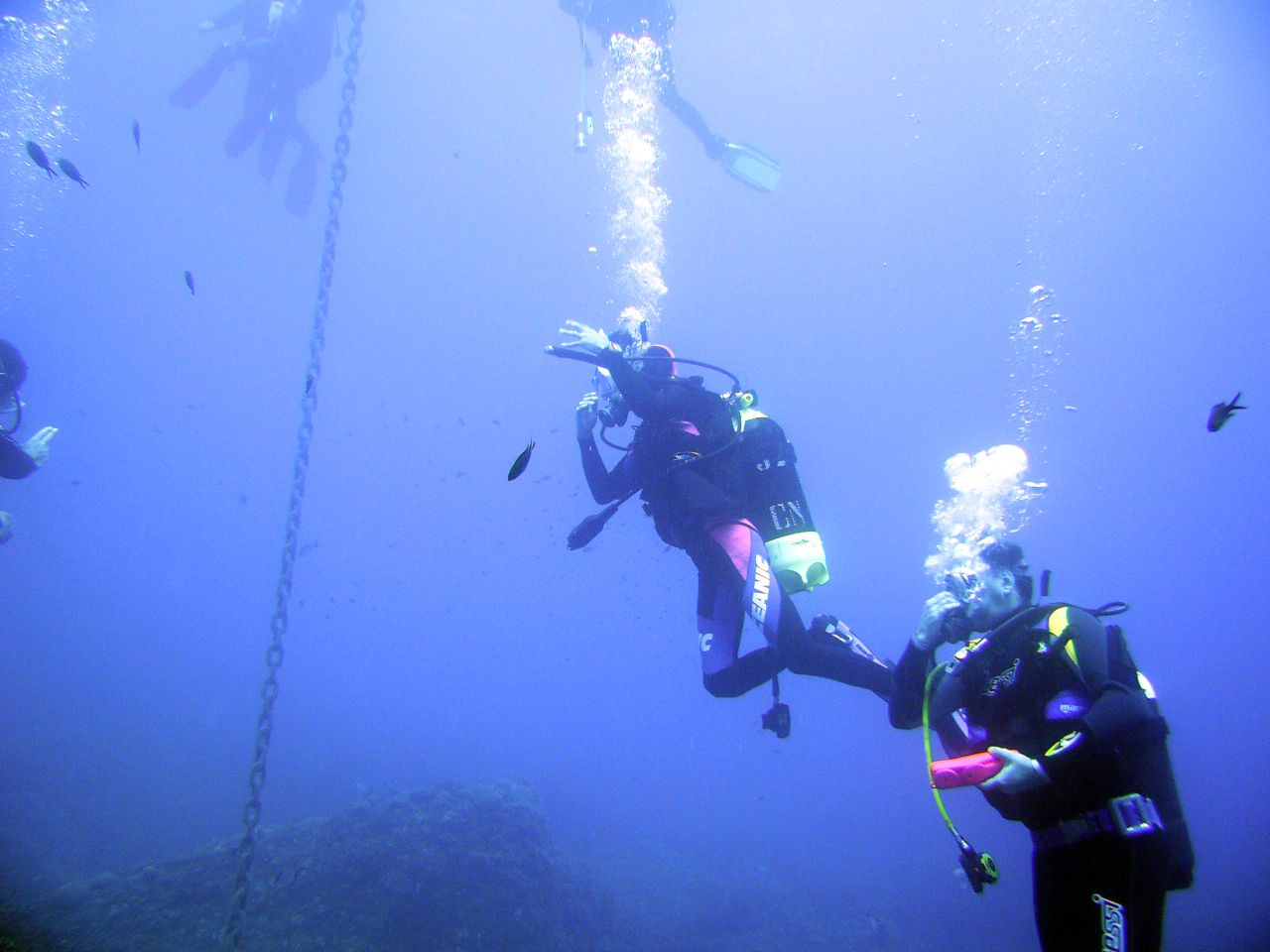
正在潛水的蛙人

蛙人（Frogman）是指接受過特別的訓練，能夠浮潛以至水肺潛水，並且具有戰鬥能力的潛水員，特指軍隊、特種部隊或者特種警察部隊以及水警的水底行動人員。

## 名稱起源
蛙人一詞約於1940年形成，指其行裝具有光澤的服裝，腳上有像是大蹼一樣的裝置。

## 軍事
在軍事中，蛙人的工作主要是偵察海灘地形、測量水深、探查和排除水下障礙等。如果是戰鬥蛙人，須擔負岸際滲透、水下滲透等的作戰任務。非作戰時，蛙人也須協助研究及救援等工作。中華民國國軍蛙人部隊目前有陸軍航空特戰指揮部兩棲偵察營（海龍蛙兵）和海軍陸戰隊兩棲偵搜大隊（陸戰蛙人）。